# Пекури, Лаури Олави
Ла́ури О́лави Пе́кури (фин. Lauri Olavi Pekuri; 6 ноября 1916, Хельсинки — 3 августа 1999, Испания) — финский ас-истребитель в годы Советско-финской войны (1941—1944).

## Биография
Родился в 1916 году в Хельсинки под фамилией Охукаинен (фин. Ohukainen). Женившись 12 июля 1942 года, поменял свою фамилию на Пекури.
В годы Советско-финской войны (1941—1944) совершил 314 боевых вылета, на его счету 18,5[уточнить] побед (из них 12,5[уточнить] на Brewster-239 и 6 на Bf-109G).
25 июня 1942 года его Brewster был сбит в воздушном бою в районе озера Сегозеро, но Пекури смог посадить самолёт на поверхность озера Большое Калеярви и через некоторое время благополучно достичь финских позиций.
16 июня 1944 года «Мессершмитт» Пекури был сбит в бою над посёлком Ино (ныне Песочное Ленинградской области). 20 июня он попал в плен, пробираясь к линии фронта. 25 декабря 1944 года вернулся на родину после подписания между СССР и Финляндией соглашения об обмене военнопленными.
После войны служил в ВВС Финляндии. Первый финский пилот, преодолевший звуковой барьер (на английском истребителе Хоукер «Хантер»).
Вышел в отставку в 1968 году в звании полковника, после чего работал в гражданской авиации. В 1980-е годы Лаури Пекури переехал в Испанию, где и умер в 1999 году.
В 1993 году финское издательство WSOY выпустило его книгу воспоминаний «Špalernajan sotavanki» («Военнопленный на Шпалерной»). Название книги связано с тем, что во время нахождения в советском плену Пекури содержался в Ленинграде в Петропавловской крепости и в тюрьме на Шпалерной улице, а позднее — в лагере военнопленных в Череповце.
Палубный истребитель Brewster Model 239 под номером BW-372, на котором Пекури был сбит в 1942 году, был поднят со дна озера Большое Калеярви 6 августа 1998 года на деньги американской компании и затем переправлен в США. В августе 2004 года самолёт был куплен Национальным Военно-Морским авиационным музеем в Пенсаколе, (Флорида, США). BW-372 является единственным сохранившимся самолётом этого типа (помимо VL Humu).

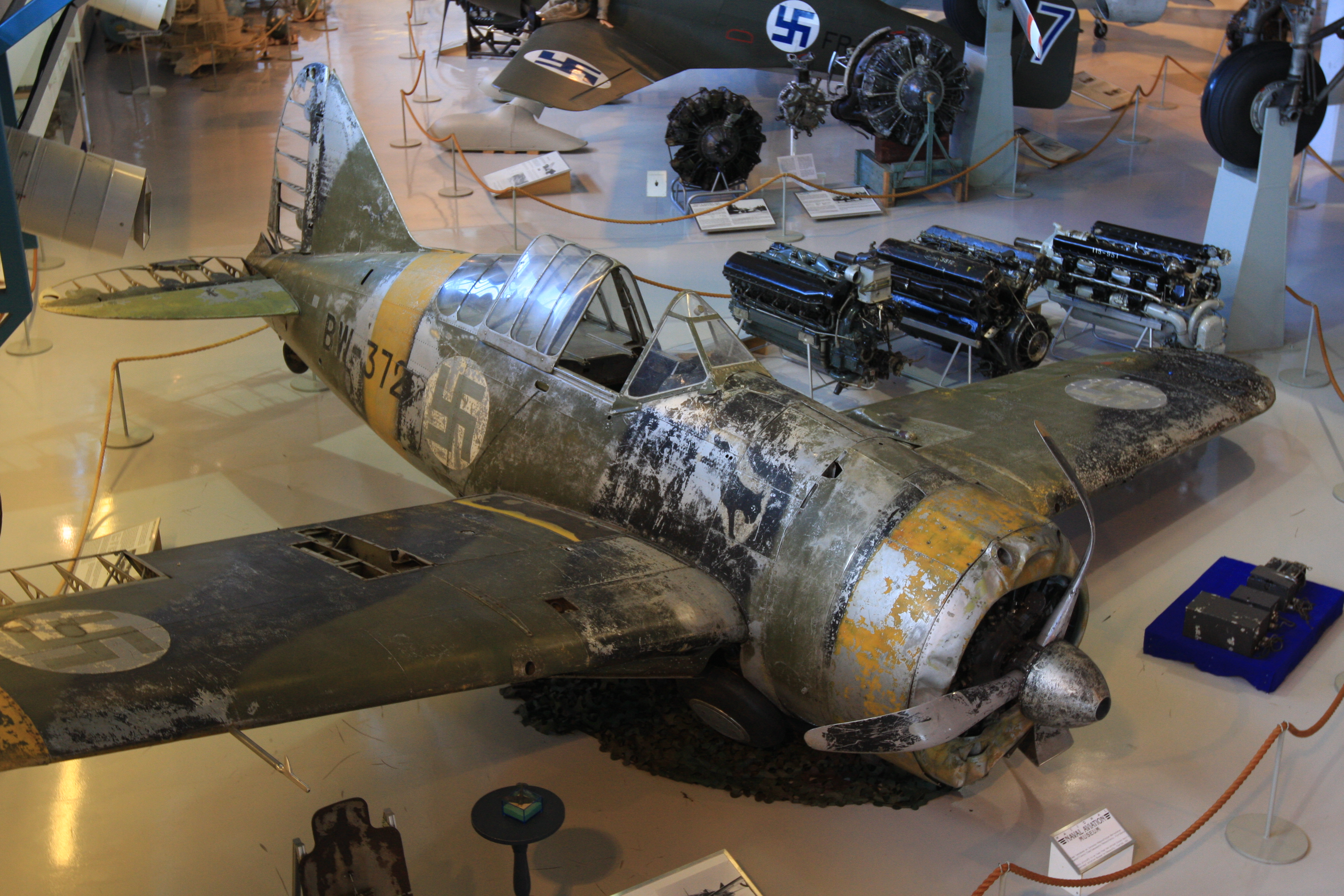
Brewster B-239 аса Лаури Пекари с бортовым номером BW-372 в Музее авиации Финляндии

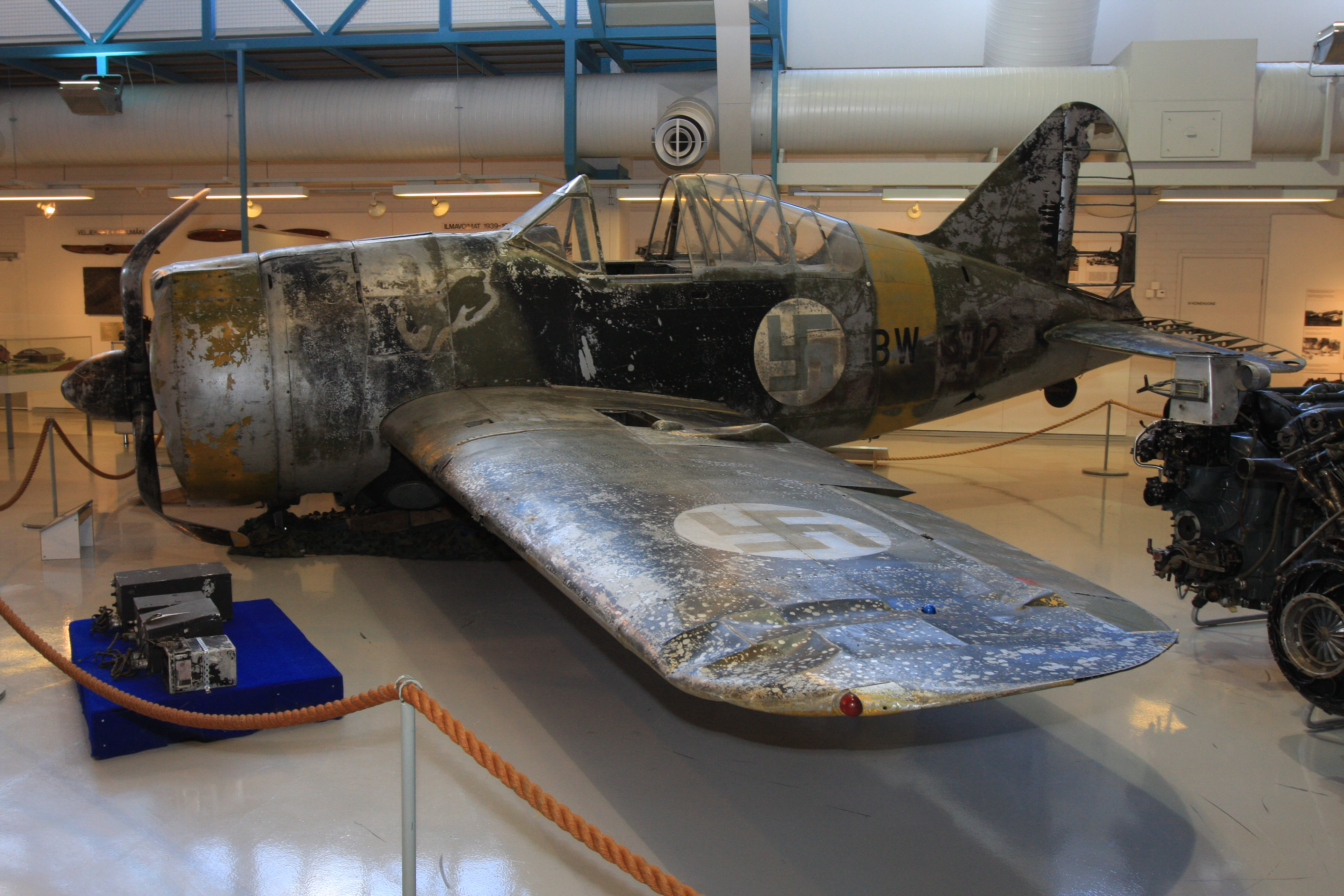
Brewster B-239 аса Лаури Пекари с бортовым номером BW-372 демонстрируется в музее полностью оригинальным

В данный момент, в результате договорённости с американским музеем, BW-372 находится в Финском Центральном музее авиации в Tikkakoski недалеко от Ювяскюля.